# Římskokatolická farnost – děkanství Hostinné
Římskokatolická farnost – děkanství Hostinné je územním společenstvím římských katolíků v rámci trutnovského vikariátu královéhradecké diecéze.

## O farnosti

### Historie
Nejstarší zmínky o duchovní správě v Hostinném jsou z roku 1270. Do uvedeného roku se datuje vysvěcení místního kostela. Kostel byl po polovině 16. století renesančně přestavěn. Budova děkanství je rovněž renesanční a pochází v jádru z roku 1525 a její část byla vestavěna přímo do městského opevnění blíže brány (čemuž odpovídá adresa farního úřadu).
V roce 1635 získal panství Hostinné Guillaume de Lamboy, hrabě z Desseneru, příslušník císařské armády. Pojal úmysl do městečka uvést některý z řeholních řádů, který by mimo jiné pomohl navrátit obyvatelstvo ke katolické víře. Původně vyjednával s jezuitským řádem. Jezuité do Hostinného skutečně přišli v roce 1651, avšak brzy odešli, protože zde pro značnou chudobu neshledali dostatečné podmínky ke svému působení. Lamboy se následně obrátil na františkány a ti skutečně v roce 1666 do Hostinného přišli. Poměrně dlouhou dobu zde řeholníci žili v provizoriu a jejich konvent byl nakonec postaven až v letech 1677–1684. Řeholníci tu působili až do roku 1950, kdy byl klášter v noci ze 13. na 14. dubna přepaden příslušníky bezpečnosti a milicionáři, násilně uzavřen a řeholníci odvezeni do internace. V následujících letech klášter sloužil jako skladiště celulózy a klášterní kostel byl v letech 1967–1969 adaptován na lapidárium soch z majetku Univerzity Karlovy v Praze.

### Současnost
Farnost má sídelního duchovního správce, který spravuje pouze tuto jedinou farnost.
| Kostel                                          | Místo            | Bohoslužba             | Bohoslužba                | Poznámka                |
| ----------------------------------------------- | ---------------- | ---------------------- | ------------------------- | ----------------------- |
| Kostel sv. Václava                              | Čermná           | neslouží se pravidelně | neslouží se pravidelně    | filiální kostel         |
| Kostel Navštívení Panny Marie a svatého Václava | Dolní Kalná      | neděle čtvrtek         | 10.45 15.30               | filiální kostel         |
| Kostel sv. Jakuba Staršího                      | Dolní Olešnice   | neslouží se pravidelně | neslouží se pravidelně    | filiální kostel         |
| Kostel Nejsvětější Trojice                      | Fořt             | neslouží se pravidelně | neslouží se pravidelně    | filiální kostel         |
| Kostel Nejsvětější Trojice                      | Hostinné         | neděle pátek           | 9.00 18.00                | farní kostel            |
| Oratorium                                       | Hostinné         | středa sobota          | 18.00                     | v Penzionu Domov        |
| Oratorium                                       | Hostinné         | pátek                  | 16.00                     | v rehabilitačním ústavu |
| Kostel sv. Petra a Pavla                        | Chotěvice        | neslouží se pravidelně | neslouží se pravidelně    | filiální kostel         |
| Kaple Nejsvětější Trojice                       | Klášterská Lhota | 3. neděle v měsíci     | 15.00 v zimě 16.00 v létě | obecní kaple            |
| Kostel sv. Alžběty Uherské                      | Prosečné         | neslouží se pravidelně | neslouží se pravidelně    | filiální kostel         |
| Kostel sv. Václava                              | Rudník           | neslouží se pravidelně | neslouží se pravidelně    | filiální kostel         |